# Bruinrugklauwier
De bruinrugklauwier (Lanius vittatus) is een zangvogel uit de familie klauwieren (Laniidae).

## Verspreiding en leefgebied
Deze soort komt voor in zuidelijk centraal Azië en telt twee ondersoorten:
- L. v. nargianus: van zuidoostelijk Turkmenistan tot zuidoostelijk Iran, Afghanistan en westelijk Pakistan.
- L. v. vittatus: van centraal en zuidelijk Pakistan tot zuidelijk Nepal en centraal en zuidelijk India.

## Status
De grootte van de populatie is niet gekwantificeerd maar de soort wordt omschreven als algemeen in het noorden en minder algemeen naar het zuiden. Op de Rode lijst van de IUCN heeft deze soort de status niet bedreigd.